# 尼爾·H·摩里茲
尼爾·H·摩里茲（英語：Neal H. Moritz，1959年6月6日—）是一位美國製片人，也為電影製片公司Original Film的創始人。
摩里茲參與過許多知名商業電影，如《是誰搞的鬼》（1997年）、《非常男女》（2001年）、「玩命關頭系列」（2001年至2017年）、《限制級戰警》（2002年）、《反恐特警組》（2003年）、《我是傳奇》（2007年）、《新郎不是我》（2008年）、《傑克：巨人戰紀》（2013年）與《星際過客》（2016年）。
他同時也是電視劇《越獄風雲》（2005年至2009年）的執行製片人之一。

## 外部連結
- 尼爾·H·摩里茲在互联网电影资料库（IMDb）上的資料（英文）